# عروس ربوده‌شده
عروس ربوده‌شده (انگلیسی: The Kidnapped Bride) یک فیلم کمدی صامت کوتاه به کارگردانی آرتور هاتلینگ است که در سال ۱۹۱۴ منتشر شد. از بازیگران این فیلم می‌توان به اولیور هاردی، ریموند مک‌کی و فرانک گریفین اشاره کرد.